# Dołynśke (obwód chersoński)
Dołynśke (ukr. Долинське) – wieś na Ukrainie, w obwodzie chersońskim, w rejonie kachowskim, w hromadzie Chrestiwka. W 2001 liczyła 1039 mieszkańców, spośród których 980 wskazało jako ojczysty język ukraiński, 45 rosyjski, 10 mołdawski, 2 białoruski, 1 ormiański, a 1 gagauski.